# Käserinde

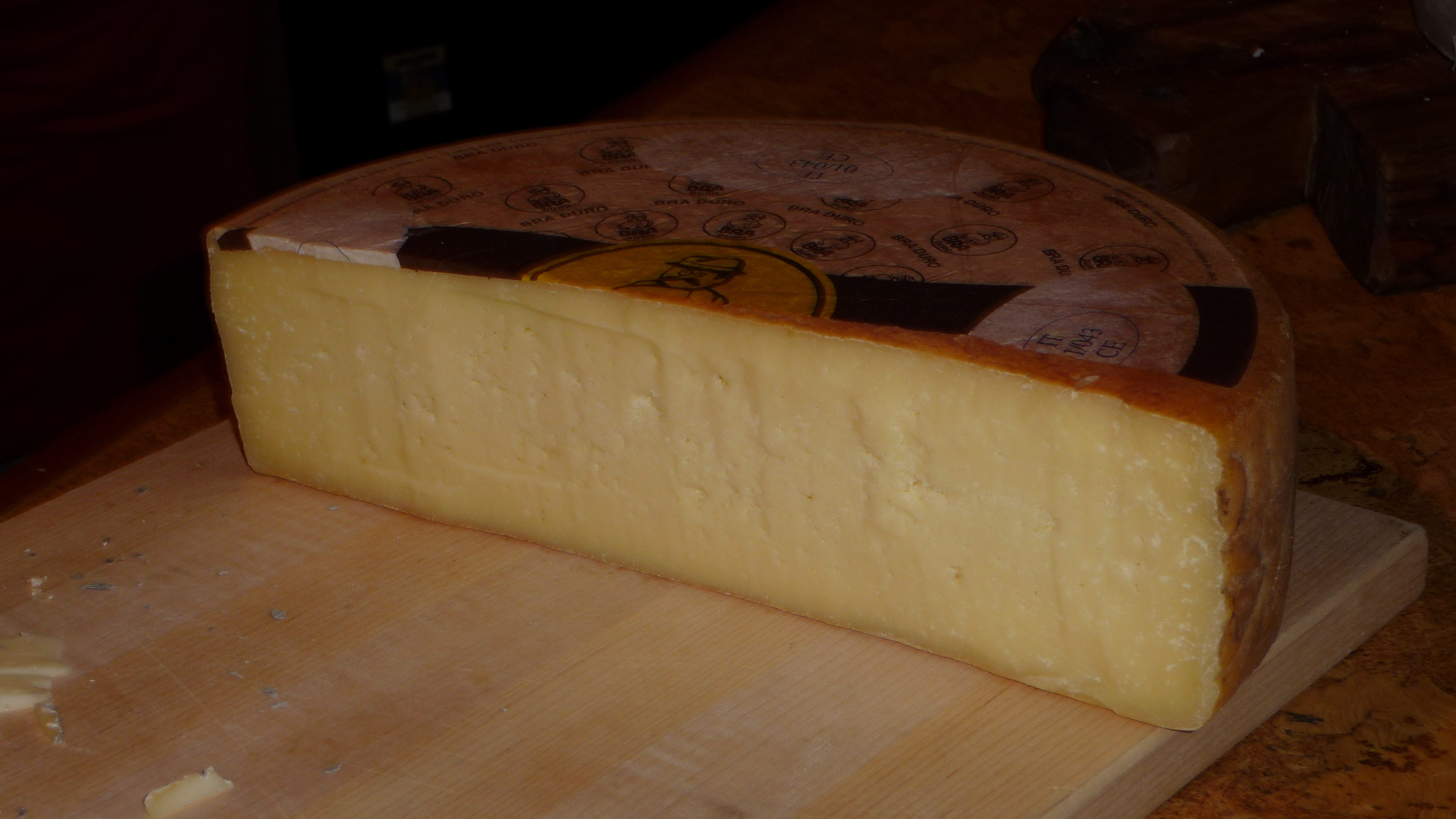
Ein angeschnittener Laib Hartkäse mit Rinde

Als Käserinde oder auch Käserand bezeichnet man die äußere natürliche oder künstliche Hülle von Käse. Sie schützt vor Austrocknung, Verschmutzung und teilweise dem Eindringen von Schädlingen.

## Natürliche Käserinde
Die Rinde entsteht meist durch die Bearbeitung bzw. Pflege während der Käseherstellung. Unterstützt wird dies durch Wärmebehandlung wie z. B. Räuchern und Brühen, aber auch durch die Bearbeitung mit Salzlake, Wein, Bier oder anderen Zutaten, die durch Bürsten, Schwämme oder Zerstäuber auf den Käse aufgebracht werden.
Die Rinde von natürlich gereiftem Hartkäse wie Emmentaler oder Parmesan ist grundsätzlich essbar. Während der Reifung sammeln sich allerdings in der Rinde Gär- und Bitterstoffe, deshalb hat die Rinde häufig einen Geschmack, der als unangenehm empfunden wird. Für viele Sorten wird deshalb das Entfernen der Rinde vor dem Verzehr empfohlen. Ausnahmen hiervon sind junge Weißschimmelkäse wie Camembert oder Brie, bei denen der Edelschimmel auf der Oberfläche üblicherweise mitgegessen wird.
Das Fungizid Natamycin (E 235) ist als Konservierungsmittel für die Oberflächenbehandlung von Hartkäse, Schnittkäse und  halbfestem Käse zugelassen, es soll vor unerwünschtem Schimmelbefall schützen. Nach dem Lebensmittelrecht gilt eine Höchstmenge von 1 mg/dm2 Oberfläche. Natamycin darf 5 mm unterhalb der Käserinde nicht mehr nachweisbar sein.

## Kunststoffüberzug
Einige Käsesorten, wie z. B. Gouda und Edamer, werden mit Paraffinen oder Wachs behandelt oder in eine Kunststoffhülle verpackt. Diese Umhüllungen sind nicht essbar und tragen den Hinweis „Kunststoffüberzug nicht zum Verzehr geeignet“. Sie können über den Gelben Sack entsorgt werden, in den Müllsortieranlagen werden sie aber in der Regel als Reststoffe ausgesondert und verbrannt, weil sie meist aus mehreren sehr dünnen Folienschichten unterschiedlicher Kunststoffsorten (Multilayerfolien) bestehen.